# Hoa hậu Séc
Hoa hậu Séc (tiếng Séc: Česká Miss) là một cuộc thi sắc đẹp được tổ chức thường niên tại Cộng hòa Séc. Cuộc thi được tổ chức lần đầu tiên từ năm 2005 và thí sinh đăng quang danh hiệu Hoa hậu Séc sẽ đại diện cho đất nước này tham dự cuộc thi Hoa hậu Hoàn vũ, do đó cuộc thi này còn được gọi là Hoa hậu Hoàn vũ Cộng hòa Séc. Các Á hậu của cuộc thi sẽ được cử tham dự Hoa hậu Trái Đất và Hoa hậu Quốc tế.
Hoa hậu Séc là một trong hai cuộc thi sắc đẹp lớn nhất Cộng hòa Séc. Cuộc thi kia là Hoa hậu Cộng hòa Séc (Miss České Republiky), có trách nhiệm tuyển chọn thí sinh dự thi Hoa hậu Thế giới.
Đương kim Hoa hậu Séc hiện nay là cô Eliška Bučková. Cô đại diện cho Cộng hòa Séc tham dự cuộc thi Hoa hậu Hoàn vũ 2008 tại Việt Nam và lọt vào Top 15 người đẹp nhất.

## Danh sách các hoa hậu Séc
| Năm  | Hoa hậu Séc         | Thành tích tại Hoa hậu Hoàn vũ |
| ---- | ------------------- | ------------------------------ |
| 2005 | Kateřina Smejkalova | -                              |
| 2006 | Renata Langmannová  | -                              |
| 2007 | Lucie Hadasova      | Top 15                         |
| 2008 | Eliška Bučková      | Top 15                         |